# ニンテンドーゾーン
ニンテンドーゾーン（nintendo zone）は、任天堂が日本国内において2009年6月19日から2020年2月28日まで提供していた、ニンテンドーDSシリーズ本体を利用した街頭サービスであり、全てのニンテンドーDSシリーズに対応。

## 概要
ニンテンドーゾーンはニンテンドーDS・ニンテンドー3DS・Nintendo Switch内蔵のワイヤレス通信（無線LAN通信）機能を使って、サービス実施場所に設置されている専用機器と通信することで様々なコンテンツをDSや3DSの画面内で楽しめるサービスである。
2008年5月27日より期間限定で「ニンテンドースポット」としてサービス実験が行われ、同年10月2日に開催された「任天堂カンファレンス2008.秋」でサービス概要が発表されたのち、2009年6月14日にサービス開始日及び内容が正式発表された。
ニンテンドーゾーン内ではサービスを実施している企業が独自で提供するコンテンツのほか、サービスによってはニンテンドーDSiショップやニンテンドーeショップへの接続や、DSまたは3DS専用ソフトの体験版・追加データ受信、ニンテンドーWi-Fiコネクションまたはニンテンドーネットワーク対応ソフトを利用した通信対戦等（後述）が可能である。
ただし『ニンテンドーDSブラウザー』や『ニンテンドーDSiブラウザー』、3DSの『インターネットブラウザー』を利用してウェブページを閲覧するには、別途公衆無線LAN接続サービスへの会員登録・ログインが必要である。
全てのやり取りはワイヤレス通信で行われるため、利用者は基本的にDSまたは3DS本体を用意するだけでサービスを受けられる。前述のブラウザーソフトの利用以外の他のサービス利用料は全て無料。
2020年2月28日をもってニンテンドーゾーンおよびニンテンドー3DSステーションのサービスを終了した。

## 利用方法

### コンテンツの利用・体験版ダウンロードの方法

#### ニンテンドーDS・ニンテンドーDS Liteの場合
1. DS・DS Liteの電源を入れる。
2. DSメニュー内の「DSダウンロードプレイ」のアイコンを選択する。
3. 「ニンテンドーゾーンビューア」を選択し、受信する（受信完了までに30秒から1分程度の時間を要する）。
4. 受信完了後、ニンテンドーゾーンビューアのメニュー画面が表示される。
5. コンテンツ利用の場合は該当サービスのアイコン（「マックでDS」「TXでDS」など）を選択する。DSソフトの体験版をダウンロードする場合は「DSダウンロードサービス」のアイコンを選択する。
6. 画面の指示に従い、コンテンツの利用や体験版のダウンロードをする。
7. コンテンツや体験版は電源を切るまで利用可能。

#### ニンテンドーDSi・ニンテンドーDSi LL・ニンテンドー3DSシリーズの場合
ニンテンドーDSi・ニンテンドーDSi LL・ニンテンドー3DS・ニンテンドー3DS LL・Newニンテンドー3DS・Newニンテンドー3DS LL・ニンテンドー2DS・Newニンテンドー2DS LLには本体に『ニンテンドーゾーンビューア』が内蔵されているため、DS・DS Liteの場合と異なり『ニンテンドーゾーンビューア』を受信する作業が不要となっている（勿論、ダウンロードプレイのものも利用可能）。なお、無線通信がOFFになっている場合は起動できない。
『ニンテンドーゾーンビューア』の更新があるときは以下の手順の途中でDSi・3DS本体のアップデートを実施するように求められる（DSi・3DS本体のアップデートや3DSの「いつの間に通信」はニンテンドーゾーン内でも実行可能）。
1. DSi・3DSの電源を入れる。
2. DSiではDSiメニュー内の「ニンテンドーゾーン」のアイコンを、3DSではHOMEメニュー内の「ニンテンドーゾーンビューア」のアイコンを選択する（ニンテンドーゾーン内で電源を入れると、このアイコンが点滅し、サービスが行われていることを明示してくれる。また、DSiでは初めてニンテンドーゾーンを検知するまではアイコンが隠されている）。
3. ニンテンドーゾーンビューアのメニュー画面が表示される。
4. コンテンツ利用の場合は該当サービスのアイコン（「マックでDS」など）を選択する。DSソフトの体験版をダウンロードする場合は「DSダウンロードサービス」のアイコンを選択する。
5. 画面の指示に従い、コンテンツの利用や体験版のダウンロードをする。
6. コンテンツや体験版は電源を切るまで利用可能（一部データは電源を切っても保持される）。

なお、DSiのニンテンドーゾーンビューアのみ、以下の機能が搭載されている。これらの機能はゾーン以外での場所でも使用可能である。
- 手書きメモを使う。
  - 手書きメモで書いた内容は『ニンテンドーDSiカメラ』に保存される。
- 写真を撮る。
  - 写真を撮った後、手書きメモと同じように手書きでメモを書き込める。
- コンテンツ画面の内容をDSi本体に保存できる。
  - 保存した内容は本体に保存されるため、電源を切っても保持される。

#### Nintendo Switchの場合
Nintendo Switchでも利用できるが、3DSステーションには接続できない。また、Nintendo Switchでは「オリジナルコンテンツ」も利用できない。
1. ニンテンドーゾーン設置場所で、HOMEメニューから「設定」を開く。
2. 「インターネット」→「インターネット設定」と進み、「Nintendo Zone」を選ぶ。

### インターネット対応ソフトの利用方法
ニンテンドーWi-Fiコネクションまたはニンテンドーネットワーク対応ソフトをニンテンドーゾーンに持って行くとインターネットに接続してプレイすることができるが、DS・DS Lite・DSi・DSi LLでは初回のみ以下記載のニンテンドーゾーンのアクセスポイントに接続するための設定が必要である（3DSシリーズでは自動的にインターネットに接続されるため設定は不要）。一度設定すると、次回以降は同じ店舗または事業者のニンテンドーゾーンなら設定（以下記載の手順の1から3）をせずにプレイすることが可能。
1. コンテンツの利用・体験版ダウンロードの方法と同様に、ニンテンドーゾーンビューアをダウンロード（DS・DS Lite）または起動（DSi・DSi LL）する。
2. メニュー画面で「インターネット対応ソフトを遊ぶにはこちら」をタッチする。
3. 画面の指示に従って設定をする。設定が終わるとDS・DS Liteの場合は電源が切れ、DSi・DSi LLの場合はDSiメニューに戻る。
4. インターネット対応ソフトを起動してWi-Fiコネクションまたはニンテンドーネットワークのサービスを利用する。

## 実施場所・提供サービス
| サービス提供日                                                                              | 実施企業                                              | サービス名称                          | 実施場所                                                 | 体験版 等 の配信 | DSiショップ、 eショップ への接続 | アクセス ポイント |
| ------------------------------------------------------------------------------------------- | ----------------------------------------------------- | ------------------------------------- | -------------------------------------------------------- | ---------------- | -------------------------------- | ----------------- |
| 2009年6月19日 - 2015年6月24日                                                               | マクドナルド                                          | マックでDS                            | 一部店舗を除く日本全国のマクドナルド                     | あり             | -                                | あり              |
| 2009年6月19日 - 不明                                                                        | つくばエクスプレス                                    | TXでDS                                | 快速停車駅及びTX-2000系車内                              | あり             | あり                             | あり              |
| 2009年11月21日 - 不明                                                                       | アリオ亀有                                            | ArioでDS                              | 店内3ヶ所                                                | あり             | あり                             | あり              |
| 2010年1月28日 - 不明                                                                        | ゲームパニック                                        | ゲームパニックでDS                    | 関東地方の9店舗                                          | あり             | あり                             | あり              |
| 2010年3月15日 - 不明                                                                        | NEXCO東日本                                           | DSでドラぷら!!                        | 幕張PA、羽生PA、三芳PA、友部SA                           | -                | -                                | -                 |
| 2010年3月20日 - 不明                                                                        | 東映太秦映画村                                        | 映画村でDS                            | 映画村内8ヶ所                                            | あり             | あり                             | あり              |
| 2010年4月27日 - 2016年1月31日                                                               | くら寿司                                              | くら寿司でDS                          | くら寿司202店舗                                          | あり             | あり                             | あり              |
| 2010年5月1日 - 31日 2010年7月17日 - 9月30日 2011年7月18日 - 9月30日 2012年7月21日 - 9月30日 | 全日本空輸                                            | ANAでDS                               | 羽田空港第2旅客ターミナル 2012年では上記を含む4空港      | -                | -                                | -                 |
| 2010年7月17日 - 8月31日 2011年7月16日 - 8月31日                                             | JR東海                                                | 東海道新幹線でDS                      | のぞみ号停車駅（京都以東）など 東京-新大阪間の全17駅     | -                | -                                | -                 |
| 2010年7月23日 - 9月16日 2011年2月17日 - 3月31日 2011年12月1日 - 2018年10月31日              | セブン-イレブン イトーヨーカドー そごう 西武 デニーズ | 7スポットでDS                         | 全国の店舗 2012年12月1日から一部店舗を除く日本全国の店舗 | あり             | あり                             | あり              |
| 2010年7月29日 - 不明                                                                        | ザ・サードプラネット                                  | サードでDS                            | 一部店舗                                                 | -                | -                                | -                 |
| 2010年10月1日 - 2018年5月31日                                                               | CCC                                                   | TSUTAYAでDS                           | 一部店舗                                                 | あり             | -                                | -                 |
| 2010年10月15日 - 不明                                                                       | 島根県立しまね海洋館                                  | AQUASでDS                             | 館内4ヶ所                                                | あり             | あり                             | あり              |
| 2011年3月29日 - 2014年9月23日                                                               | 東映アニメーションギャラリー                          | DSでみる 東映アニメーションギャラリー | 本社の大泉スタジオ内                                     | -                | -                                | -                 |
| 2011年5月19日 - 2015年3月31日                                                               | 京都銀行                                              | 京都銀行でDS                          | 本店および9支店                                          | あり             | -                                | -                 |
| 2011年 - 不明                                                                               | よみうりランド                                        | 丘の湯でDS                            | よみうりランド 丘の湯                                    | あり             | あり                             | あり              |
| 2011年 - 2017年                                                                             | 任天堂                                                | てもとでさがす おさがしガイド         | 3DSステーション                                          | あり             | あり                             | あり              |
| 2011年7月16日 - 不明                                                                        | 株式会社ナムコ                                        | ナムコのお店でDS                      | 全国直営アミューズメント施設150店舗                      | あり             | あり                             | あり              |
|                                                                                             | ポケモンセンター                                      |                                       | ポケモンセンター ポケモンストア                          |                  |                                  |                   |
| 2014年10月28日 - 不明                                                                       | ニコニコ本社                                          |                                       | ニコニコ本社                                             |                  |                                  |                   |

その他、DSステーション（その後3DSステーション）もニンテンドーゾーンとして本体側では認識される。

DSステーションのサービス内容については該当記事を参照。

### 主なオリジナルコンテンツ
- すごロック峠で大さわぎ！（無添 くら寿司）
- むてん丸の全国武者修行の旅（無添 くら寿司）
- 太秦事件帖 七人の悪（東映太秦映画村）
福本清三の案内で映画村内を回り、各所で悪人とミニゲーム対決を行う。
- DS版ANA航空検定（全日本空輸）
- ポケモンジェットライブラリー（全日本空輸）
- ポケモンスタンプラリー（ナムコオリジナルコンテンツ）
- ゲームカードカタログ（ナムコオリジナルコンテンツ）
- オススメプライズ情報（ナムコオリジナルコンテンツ）
- ナムキャラ応援団占い（ナムコオリジナルコンテンツ）
- 京都観光案内（京都銀行）
- お悩み解決相談（京都銀行）
- お金人生劇場（京都銀行）

### その他
- 「TXでDS」の情報コンテンツはNTTBP社が提供しているWi-Fineの拡張サービスである。